# Berchemsepoort

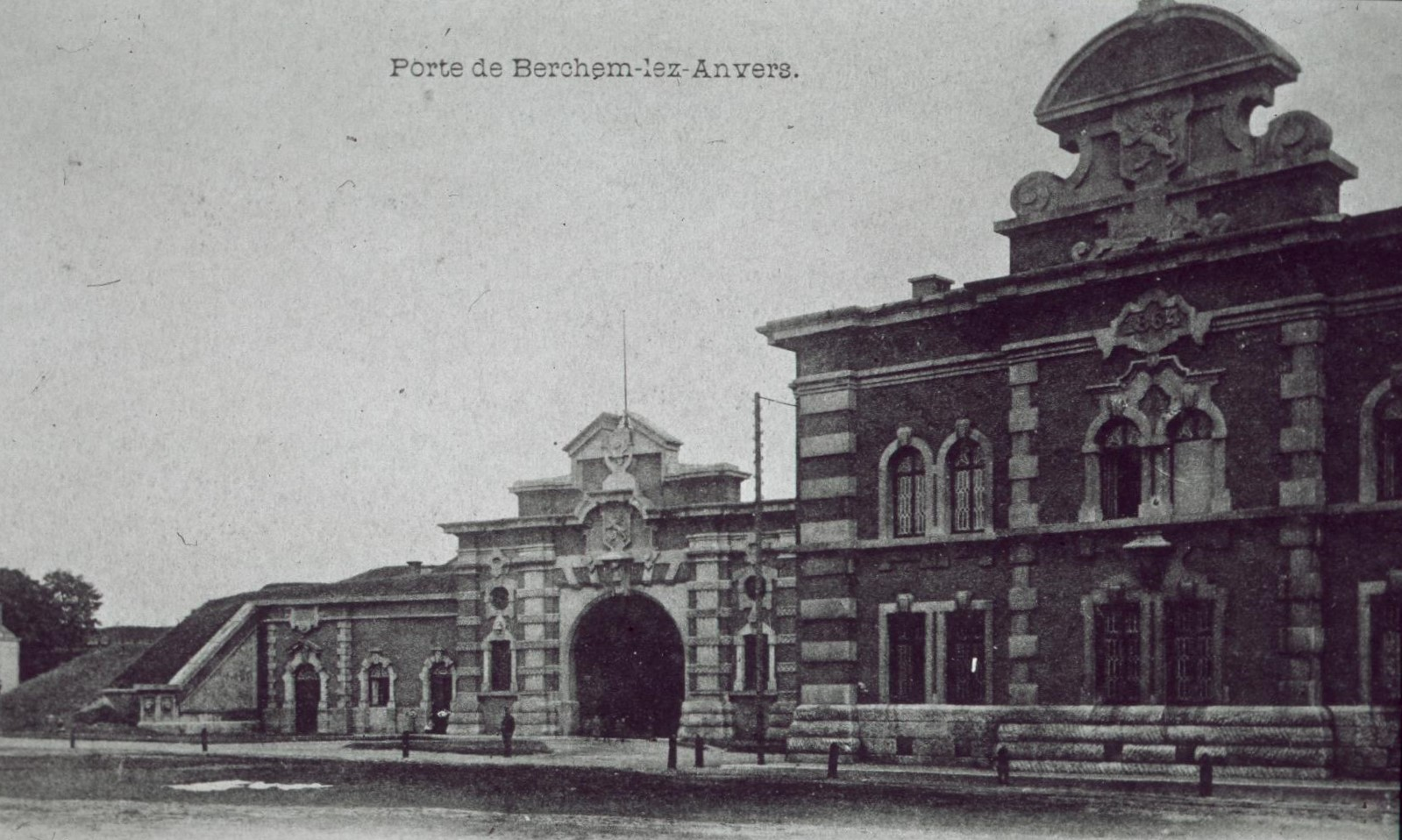
Berchemsepoort omstreeks 1900

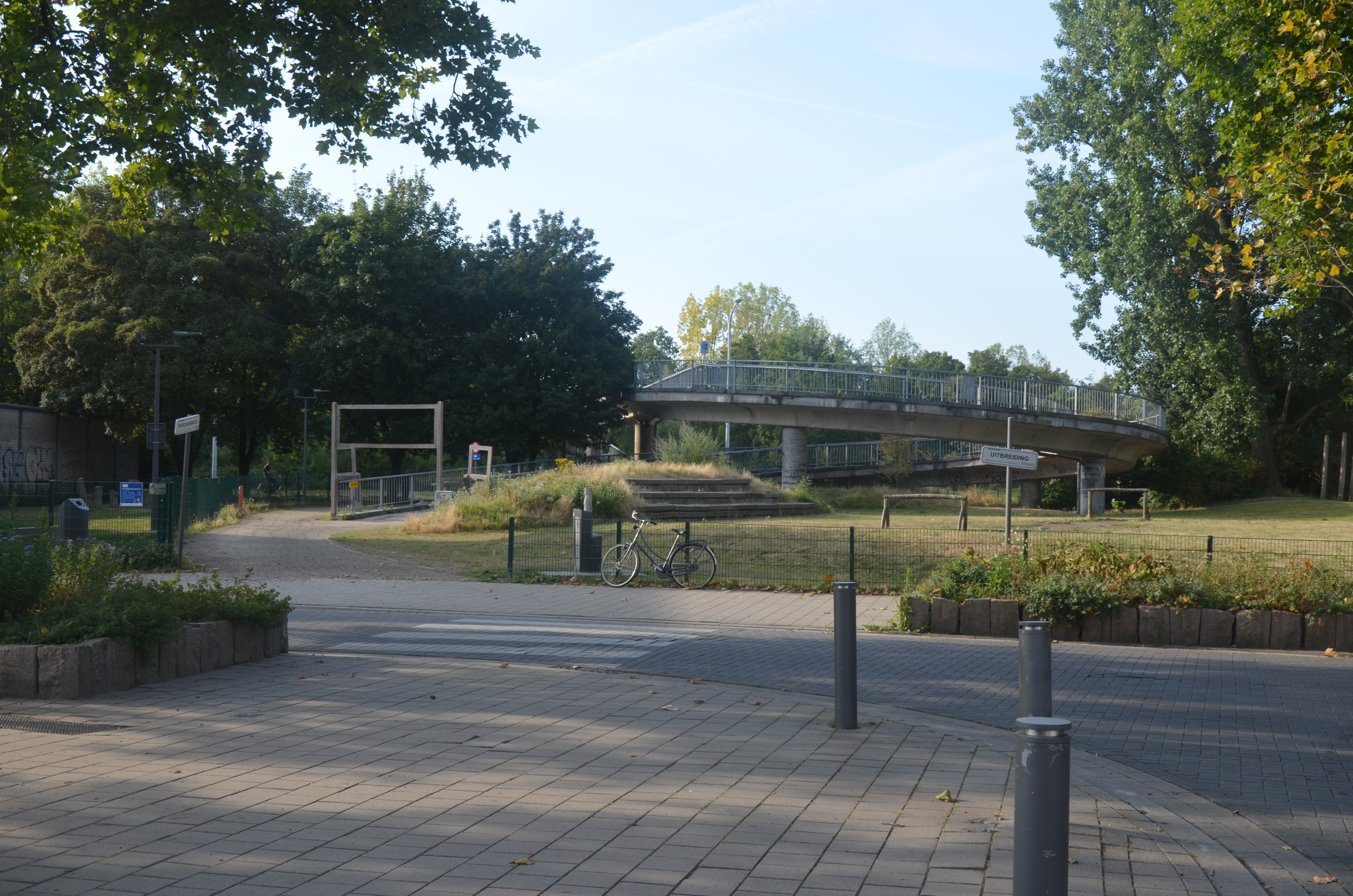
Huidige locatie Berchemsepoort

De Berchemsepoort was een in 1864 door architect Felix Pauwels ontworpen en onder Brialmont gebouwde en in 1970 gesloopte poort in de Stelling van Antwerpen die de markt (De Villegasstraat) en centrum van Berchem met het Rooi (Kanunnik Peetersstraat) verbond. Zij vormde in haar neobarokke bouwstijl met de Mechelsepoort een tweelingpoort. Tussen beide poorten lag de naar de hoek van de fronten 8 en 9 genoemde batterij en kazerne 8/9. Na de afbraak van de poort en de aanleg van de Ring R1 en Binnensingel R10 nam de Berchembrug de vervangende verbindingsrol op zich tussen Oud-Berchem en het Rooi-Pulhof. Aan de kruising van deze Berchembrug met de Binnensingel lag ook het voormalige feodale kasteel van Berchem.
Van noord naar zuid met de klok mee: Oosterweelsepoort · Ekersepoort · Bredapoort · Schijnpoort · Turnhoutsepoort · Herentalsepoort · Leopoldpoort · Louisapoort · Borsbeeksepoort · Spoorbaanpoort · Berchemsepoort · Mechelsepoort · Edegemsepoort · Wilrijksepoort · Sint-Laureinspoort · Kielsepoort · Boomsepoort · Spoorwegpoort · Sint-Bernardsepoort · Sint-Michielspoort · Hobokensepoort